# Lianhua Lu
Lianhua Lu (chiń. 莲花路站) – stacja metra w Szanghaju, na linii 1. Zlokalizowana jest pomiędzy stacjami Jinjiang Leyuan i Waihuan Lu. Została otwarta w 1996.